# Erta Ale
Erta Ale (ou Ertale ou Irta'ale; em amárico: ኤርታሌ) é um vulcão em escudo basáltico continuamente ativo na Região de Afar, no nordeste da Etiópia, que faz parte da região mais ampla do Triângulo de Afar (uma região desértica estéril entre Djibouti, Etiópia e Eritreia). Erta Ale está localizado na Depressão de Danakil, uma área abaixo do nível do mar entre os últimos dois países, e é o vulcão mais ativo na Etiópia.

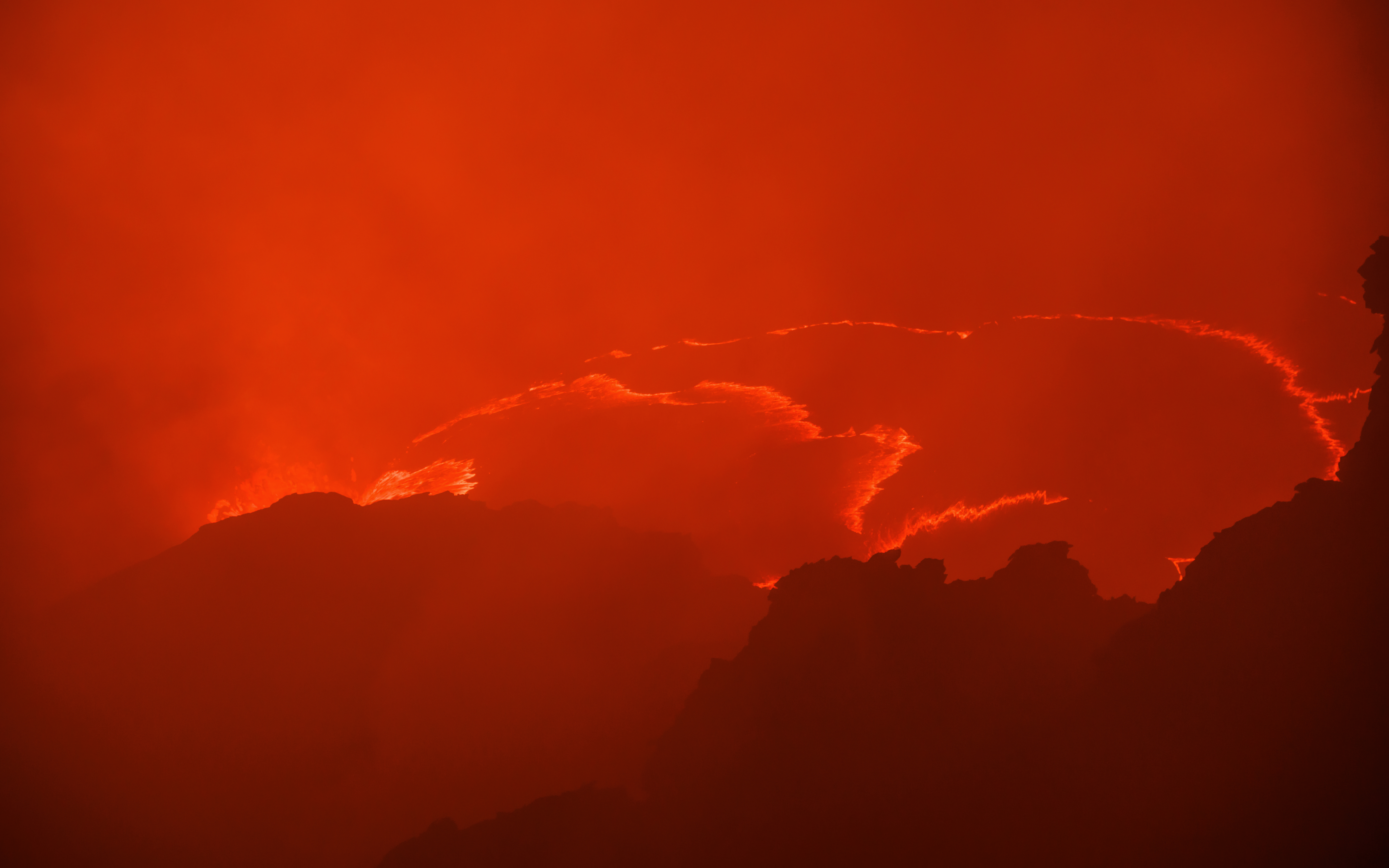
A atividade do lago de lava em janeiro de 2018.